# Zagorski partizanski odred
Prvi zagorski partizanski odred, osnovan je tijekom ožujka 1942. kod Zlatara. Odred je bio prva veća partizanska vojna postrojba u Hrvatskom zagorju.
Odred je imao oko 147 boraca, djelovao je kao tipično partizanska jedinica, iznenadno je napadao i potom se brzo povlačio na Ivančicu, Medvednicu ili Žumberačko gorje, izbjegavajući frontalne sukobe. Veće akcije tog odreda bile su napad na Veliko Trgovišće, Ludbreg, Hum na Sutli.

## Osnutak
Kako je već bilo neorganiziranih pokušaja oslobodilačkih akcija, ukazala se potreba da se nešto smislenije napravi u Zagorju, zato je 28. veljače 1942. održan je u Bedekovčini prošireni sastanak Okružnoga komiteta KPH Krapina. Sastanku je nazočio kao delegat CK KPH Marko Belinić, koji je iznio plan za dizanje ustanka u Hrvatskom zagorju i rasporedio dužnosti. Sastanku su još nazočili Edo Leskovar, Lacko Jakuš, Antun Jakuš, AIojz Čleković, Ivan Jadan i August Herceg.
Nakon toga osnovana je prva zagorska oružana jedinica 17. ožujka 1942., iznad Brdovca, u kleti u vinogradu. Za zapovjednika je postavljen Ivan Sokolić - Fabijan, a za političkog komesara Pavel Videković.
Uskoro nakon toga je došlo do osnivanja Zagorskoga odreda (čete), koja je bila sastavljena od tri partizanske skupine: stubičke, zlatarske i klanječke, koje su djelovale u tri različita kotara. Zapovjednik odreda je bio Ivan Krajačić, a komesar Marko Belinić.

## Borci Prvoga zagorskoga partizanskoga odreda
Danas se zna za većinu boraca, ali ne i za sve, popis boraca koji je naveden dolje, prikupljen je iz Zbornika Hrvatsko zagorje u narodnooslobodilačkoj borbi
Borci iz Lobora:
- - Franjo Sambol, ubile ga ustaše u Zlataru 1944.

Borci iz Kupljenova:
- - Josip Jandras – poginuo za prvih borbi u Zagorju
  - Stjepan Tucman – poginuo za prvih borbi u Zagorju
  - Bzik – ime nepoznato

Borci iz Pojatna:
- - Stjepan Filković – ranjen za vrijene prvih borbi u Zagorju, uhvaćen i strijeljan
  - Stjepan Zebec – uhićen, otjeran u Jasenovac, poslije rata živio u Zagrebu
  - Stjepan Misir – poslije rata radi u Vodnoj zajednici Kupljenovo
  - Karlo Zebec – uhićen, bio u logoru, poslije rata radi u bolnici na Rebru
  - Slavko Vidak – poginuo
  - Nikola Jandras – poginuo prilikom borbi za Ludbreg

Borci iz Bregovljane:
- - Nikola Saša – kapetan JNA,
  - Stjepan Bzik – poslije rata živi u Pušći

Borci iz Hruševca:
- - Mirko Barilović – zarobljen, poginuo u Jasenovcu
  - Josip Milić – zarobljen, poginuo u Jasenovcu

Borci iz Brdovečkoga Prigorja:
- - Škrba – ime nepoznato, poginuo
  - Josip Širanović

Borci iz Jakovlja:
- - Ivan Krkač (politički komesar 1. čete) – poginuo
  - Barica Krkač – ustaše su ju zarobile prilikom razbijanja Vračarićeve grupe, i izmrcvarenu vodili po selima, poginula je u Jasenovcu
  - jedan omladinac SKOJ-evac – ime i prezime nepoznato
  - Franjo Kuhta
  - Ivan Coha – kasnije poginuo
  - Đuro Đunđek – ubijen u logoru
  - Ivan (?) Svetek

Borci iz Gornje i Donje Stubice:
- - Milan Kuren Gubec
  - jedan član Partije – ime i prezime nepoznato
  - Tomo Nikoličić
  - Ivan Landripet
  - Franjo Lacković

Borci iz Mokrica:
- - jedan čuvar u tvornici – ime i prezime nepoznato
  - Ljudevit Lončar – zarobljen i ubijen u Jasenovcu
  - Božo Lončar – zarobljen i ubijen u Jasenovcu
  - Josip Ščitnik
  - Dva borca iz Posavine – imena i prezimena nepoznata
  - Petar Lončar

Borci iz Velikog Trgovišća:
- - Franjo Tuđman – omladinski rukovodioc

Borci iz Brdovca:
- - Pavao Belokan – seljak, poginuo izdajom
  - Joža Širanović – radnik

Borci iz Novaka (Sveta Nedelja):
- - Pavel Videković – seljak
  - Tomaš Čahanić – seljak
  - Andrija Benceković – seljak

Borci iz Rakitja:
- - Ivan Sokolčić – seljak, poginuo

Borci iz Horvata:
- - Ignac Pipić – seljak
  - Tomaš – seljak

Borci iz Oroslavja:
- - dva brata Lončara

Borci iz Zagreba:
- - Blaž Valin – sindikalni dužnosnik, poginuo
  - Stjepan Glumpak – radnik, bio potpukovnik JNA
  - jedan krojač vojne bolnice – ime i prezime nepoznato
  - jedan stari građevinski radnik – ime i prezime nepoznato
  - radnik Nikola – prezime nepoznato
  - Tramvajski radnik – ime i prezime nepoznato
  - Maček – metalski radnik, ime nepoznato
  - jedan mladi židov – ime i prezime nepoznato
  - Franjo Bajt – krojač, bivši časnik JNA
  - Dragutin Petrović, sindikalni funkcioner, poginuo,
  - Lazo Vračarić, kasnije pronevjerio oko 45 mil. DM; u Partizane otišao nakon atentata pre kinom Zvonimir na tri osobe[5]

Borci iz Dugog Sela:
- - dvojica seljaka – imena i prezimena nepoznata
  - drug sa Žumberka – ime i prezime nepoznato

Borci iz Sušaka:
- - Tomislav Radić – učitelj, poginuo herojskom smrću

Borci iz Bedekovčine i Poznanovca:
- - Alojz Čleković – poginuo
  - Valent Jakuš – poginuo
  - Pavao Jakuš – poginuo
  - Milan Vidiček – poginuo
  - Josip Jurin – poginuo
  - Viktor Vidiček – poginuo
  - Vilča Vidiček – poginuo
  - Rudi Vidiček
  - Marko Mrkoci
  - Dragec Glumpak – sekretar kotarskog komiteta Ivanec
  - Draga Jakuš
  - Franc Jakuš
  - Ludva Vidiček
  - Kata Vidiček
  - Gustav Jurin
  - Štef Pozaić
  - Gabro Mrkoci
  - Josip Vidiček
  - Ruda Novosel
  - Josip Novosel
  - Josip Mrkoci
  - Blaž Jakuš
  - Lacko Jakuš
  - Tonč Jakuš
  - Janko Čajko
  - Josip Špiranec
  - Mato Špiranec
  - Antun Špiranec
  - Ivan Špiranec
  - Alojz Špiranec
  - Ivan Jadan
  - Jura Glumpak – ubijen
  - Antun Pilek
  - Franjo Pilek
  - Viktor Car
  - Gabro Jug
  - Viktor Jakuš – poginuo
  - Josipa Špiranec – poslije ju je uhitio i ubio gestapovac u Začretju 1943. godine.

## Pogledajte i ove stranice
- Prvi zagrebački partizanski odred
- Popis postrojba Narodnooslobodilačke vojske i partizanskih odreda Hrvatske